# Defesa Cambridge-Springs
|   | a | b | c | d | e | f | g | h |   |
| 8 | a8 preto torre · c8 preto bispo · e8 preto rei · f8 preto bispo · h8 preto torre · a7 preto peão · b7 preto peão · d7 preto cavalo · f7 preto peão · g7 preto peão · h7 preto peão · c6 preto peão · e6 preto peão · f6 preto cavalo · a5 preto rainha · d5 preto peão · g5 branco bispo · c4 branco peão · d4 branco peão · c3 branco cavalo · e3 branco peão · f3 branco cavalo · a2 branco peão · b2 branco peão · f2 branco peão · g2 branco peão · h2 branco peão · a1 branco torre · d1 branco rainha · e1 branco rei · f1 branco bispo · h1 branco torre | a8 preto torre · c8 preto bispo · e8 preto rei · f8 preto bispo · h8 preto torre · a7 preto peão · b7 preto peão · d7 preto cavalo · f7 preto peão · g7 preto peão · h7 preto peão · c6 preto peão · e6 preto peão · f6 preto cavalo · a5 preto rainha · d5 preto peão · g5 branco bispo · c4 branco peão · d4 branco peão · c3 branco cavalo · e3 branco peão · f3 branco cavalo · a2 branco peão · b2 branco peão · f2 branco peão · g2 branco peão · h2 branco peão · a1 branco torre · d1 branco rainha · e1 branco rei · f1 branco bispo · h1 branco torre | a8 preto torre · c8 preto bispo · e8 preto rei · f8 preto bispo · h8 preto torre · a7 preto peão · b7 preto peão · d7 preto cavalo · f7 preto peão · g7 preto peão · h7 preto peão · c6 preto peão · e6 preto peão · f6 preto cavalo · a5 preto rainha · d5 preto peão · g5 branco bispo · c4 branco peão · d4 branco peão · c3 branco cavalo · e3 branco peão · f3 branco cavalo · a2 branco peão · b2 branco peão · f2 branco peão · g2 branco peão · h2 branco peão · a1 branco torre · d1 branco rainha · e1 branco rei · f1 branco bispo · h1 branco torre | a8 preto torre · c8 preto bispo · e8 preto rei · f8 preto bispo · h8 preto torre · a7 preto peão · b7 preto peão · d7 preto cavalo · f7 preto peão · g7 preto peão · h7 preto peão · c6 preto peão · e6 preto peão · f6 preto cavalo · a5 preto rainha · d5 preto peão · g5 branco bispo · c4 branco peão · d4 branco peão · c3 branco cavalo · e3 branco peão · f3 branco cavalo · a2 branco peão · b2 branco peão · f2 branco peão · g2 branco peão · h2 branco peão · a1 branco torre · d1 branco rainha · e1 branco rei · f1 branco bispo · h1 branco torre | a8 preto torre · c8 preto bispo · e8 preto rei · f8 preto bispo · h8 preto torre · a7 preto peão · b7 preto peão · d7 preto cavalo · f7 preto peão · g7 preto peão · h7 preto peão · c6 preto peão · e6 preto peão · f6 preto cavalo · a5 preto rainha · d5 preto peão · g5 branco bispo · c4 branco peão · d4 branco peão · c3 branco cavalo · e3 branco peão · f3 branco cavalo · a2 branco peão · b2 branco peão · f2 branco peão · g2 branco peão · h2 branco peão · a1 branco torre · d1 branco rainha · e1 branco rei · f1 branco bispo · h1 branco torre | a8 preto torre · c8 preto bispo · e8 preto rei · f8 preto bispo · h8 preto torre · a7 preto peão · b7 preto peão · d7 preto cavalo · f7 preto peão · g7 preto peão · h7 preto peão · c6 preto peão · e6 preto peão · f6 preto cavalo · a5 preto rainha · d5 preto peão · g5 branco bispo · c4 branco peão · d4 branco peão · c3 branco cavalo · e3 branco peão · f3 branco cavalo · a2 branco peão · b2 branco peão · f2 branco peão · g2 branco peão · h2 branco peão · a1 branco torre · d1 branco rainha · e1 branco rei · f1 branco bispo · h1 branco torre | a8 preto torre · c8 preto bispo · e8 preto rei · f8 preto bispo · h8 preto torre · a7 preto peão · b7 preto peão · d7 preto cavalo · f7 preto peão · g7 preto peão · h7 preto peão · c6 preto peão · e6 preto peão · f6 preto cavalo · a5 preto rainha · d5 preto peão · g5 branco bispo · c4 branco peão · d4 branco peão · c3 branco cavalo · e3 branco peão · f3 branco cavalo · a2 branco peão · b2 branco peão · f2 branco peão · g2 branco peão · h2 branco peão · a1 branco torre · d1 branco rainha · e1 branco rei · f1 branco bispo · h1 branco torre | a8 preto torre · c8 preto bispo · e8 preto rei · f8 preto bispo · h8 preto torre · a7 preto peão · b7 preto peão · d7 preto cavalo · f7 preto peão · g7 preto peão · h7 preto peão · c6 preto peão · e6 preto peão · f6 preto cavalo · a5 preto rainha · d5 preto peão · g5 branco bispo · c4 branco peão · d4 branco peão · c3 branco cavalo · e3 branco peão · f3 branco cavalo · a2 branco peão · b2 branco peão · f2 branco peão · g2 branco peão · h2 branco peão · a1 branco torre · d1 branco rainha · e1 branco rei · f1 branco bispo · h1 branco torre | 8 |
| 7 | a8 preto torre · c8 preto bispo · e8 preto rei · f8 preto bispo · h8 preto torre · a7 preto peão · b7 preto peão · d7 preto cavalo · f7 preto peão · g7 preto peão · h7 preto peão · c6 preto peão · e6 preto peão · f6 preto cavalo · a5 preto rainha · d5 preto peão · g5 branco bispo · c4 branco peão · d4 branco peão · c3 branco cavalo · e3 branco peão · f3 branco cavalo · a2 branco peão · b2 branco peão · f2 branco peão · g2 branco peão · h2 branco peão · a1 branco torre · d1 branco rainha · e1 branco rei · f1 branco bispo · h1 branco torre | a8 preto torre · c8 preto bispo · e8 preto rei · f8 preto bispo · h8 preto torre · a7 preto peão · b7 preto peão · d7 preto cavalo · f7 preto peão · g7 preto peão · h7 preto peão · c6 preto peão · e6 preto peão · f6 preto cavalo · a5 preto rainha · d5 preto peão · g5 branco bispo · c4 branco peão · d4 branco peão · c3 branco cavalo · e3 branco peão · f3 branco cavalo · a2 branco peão · b2 branco peão · f2 branco peão · g2 branco peão · h2 branco peão · a1 branco torre · d1 branco rainha · e1 branco rei · f1 branco bispo · h1 branco torre | a8 preto torre · c8 preto bispo · e8 preto rei · f8 preto bispo · h8 preto torre · a7 preto peão · b7 preto peão · d7 preto cavalo · f7 preto peão · g7 preto peão · h7 preto peão · c6 preto peão · e6 preto peão · f6 preto cavalo · a5 preto rainha · d5 preto peão · g5 branco bispo · c4 branco peão · d4 branco peão · c3 branco cavalo · e3 branco peão · f3 branco cavalo · a2 branco peão · b2 branco peão · f2 branco peão · g2 branco peão · h2 branco peão · a1 branco torre · d1 branco rainha · e1 branco rei · f1 branco bispo · h1 branco torre | a8 preto torre · c8 preto bispo · e8 preto rei · f8 preto bispo · h8 preto torre · a7 preto peão · b7 preto peão · d7 preto cavalo · f7 preto peão · g7 preto peão · h7 preto peão · c6 preto peão · e6 preto peão · f6 preto cavalo · a5 preto rainha · d5 preto peão · g5 branco bispo · c4 branco peão · d4 branco peão · c3 branco cavalo · e3 branco peão · f3 branco cavalo · a2 branco peão · b2 branco peão · f2 branco peão · g2 branco peão · h2 branco peão · a1 branco torre · d1 branco rainha · e1 branco rei · f1 branco bispo · h1 branco torre | a8 preto torre · c8 preto bispo · e8 preto rei · f8 preto bispo · h8 preto torre · a7 preto peão · b7 preto peão · d7 preto cavalo · f7 preto peão · g7 preto peão · h7 preto peão · c6 preto peão · e6 preto peão · f6 preto cavalo · a5 preto rainha · d5 preto peão · g5 branco bispo · c4 branco peão · d4 branco peão · c3 branco cavalo · e3 branco peão · f3 branco cavalo · a2 branco peão · b2 branco peão · f2 branco peão · g2 branco peão · h2 branco peão · a1 branco torre · d1 branco rainha · e1 branco rei · f1 branco bispo · h1 branco torre | a8 preto torre · c8 preto bispo · e8 preto rei · f8 preto bispo · h8 preto torre · a7 preto peão · b7 preto peão · d7 preto cavalo · f7 preto peão · g7 preto peão · h7 preto peão · c6 preto peão · e6 preto peão · f6 preto cavalo · a5 preto rainha · d5 preto peão · g5 branco bispo · c4 branco peão · d4 branco peão · c3 branco cavalo · e3 branco peão · f3 branco cavalo · a2 branco peão · b2 branco peão · f2 branco peão · g2 branco peão · h2 branco peão · a1 branco torre · d1 branco rainha · e1 branco rei · f1 branco bispo · h1 branco torre | a8 preto torre · c8 preto bispo · e8 preto rei · f8 preto bispo · h8 preto torre · a7 preto peão · b7 preto peão · d7 preto cavalo · f7 preto peão · g7 preto peão · h7 preto peão · c6 preto peão · e6 preto peão · f6 preto cavalo · a5 preto rainha · d5 preto peão · g5 branco bispo · c4 branco peão · d4 branco peão · c3 branco cavalo · e3 branco peão · f3 branco cavalo · a2 branco peão · b2 branco peão · f2 branco peão · g2 branco peão · h2 branco peão · a1 branco torre · d1 branco rainha · e1 branco rei · f1 branco bispo · h1 branco torre | a8 preto torre · c8 preto bispo · e8 preto rei · f8 preto bispo · h8 preto torre · a7 preto peão · b7 preto peão · d7 preto cavalo · f7 preto peão · g7 preto peão · h7 preto peão · c6 preto peão · e6 preto peão · f6 preto cavalo · a5 preto rainha · d5 preto peão · g5 branco bispo · c4 branco peão · d4 branco peão · c3 branco cavalo · e3 branco peão · f3 branco cavalo · a2 branco peão · b2 branco peão · f2 branco peão · g2 branco peão · h2 branco peão · a1 branco torre · d1 branco rainha · e1 branco rei · f1 branco bispo · h1 branco torre | 7 |
| 6 | a8 preto torre · c8 preto bispo · e8 preto rei · f8 preto bispo · h8 preto torre · a7 preto peão · b7 preto peão · d7 preto cavalo · f7 preto peão · g7 preto peão · h7 preto peão · c6 preto peão · e6 preto peão · f6 preto cavalo · a5 preto rainha · d5 preto peão · g5 branco bispo · c4 branco peão · d4 branco peão · c3 branco cavalo · e3 branco peão · f3 branco cavalo · a2 branco peão · b2 branco peão · f2 branco peão · g2 branco peão · h2 branco peão · a1 branco torre · d1 branco rainha · e1 branco rei · f1 branco bispo · h1 branco torre | a8 preto torre · c8 preto bispo · e8 preto rei · f8 preto bispo · h8 preto torre · a7 preto peão · b7 preto peão · d7 preto cavalo · f7 preto peão · g7 preto peão · h7 preto peão · c6 preto peão · e6 preto peão · f6 preto cavalo · a5 preto rainha · d5 preto peão · g5 branco bispo · c4 branco peão · d4 branco peão · c3 branco cavalo · e3 branco peão · f3 branco cavalo · a2 branco peão · b2 branco peão · f2 branco peão · g2 branco peão · h2 branco peão · a1 branco torre · d1 branco rainha · e1 branco rei · f1 branco bispo · h1 branco torre | a8 preto torre · c8 preto bispo · e8 preto rei · f8 preto bispo · h8 preto torre · a7 preto peão · b7 preto peão · d7 preto cavalo · f7 preto peão · g7 preto peão · h7 preto peão · c6 preto peão · e6 preto peão · f6 preto cavalo · a5 preto rainha · d5 preto peão · g5 branco bispo · c4 branco peão · d4 branco peão · c3 branco cavalo · e3 branco peão · f3 branco cavalo · a2 branco peão · b2 branco peão · f2 branco peão · g2 branco peão · h2 branco peão · a1 branco torre · d1 branco rainha · e1 branco rei · f1 branco bispo · h1 branco torre | a8 preto torre · c8 preto bispo · e8 preto rei · f8 preto bispo · h8 preto torre · a7 preto peão · b7 preto peão · d7 preto cavalo · f7 preto peão · g7 preto peão · h7 preto peão · c6 preto peão · e6 preto peão · f6 preto cavalo · a5 preto rainha · d5 preto peão · g5 branco bispo · c4 branco peão · d4 branco peão · c3 branco cavalo · e3 branco peão · f3 branco cavalo · a2 branco peão · b2 branco peão · f2 branco peão · g2 branco peão · h2 branco peão · a1 branco torre · d1 branco rainha · e1 branco rei · f1 branco bispo · h1 branco torre | a8 preto torre · c8 preto bispo · e8 preto rei · f8 preto bispo · h8 preto torre · a7 preto peão · b7 preto peão · d7 preto cavalo · f7 preto peão · g7 preto peão · h7 preto peão · c6 preto peão · e6 preto peão · f6 preto cavalo · a5 preto rainha · d5 preto peão · g5 branco bispo · c4 branco peão · d4 branco peão · c3 branco cavalo · e3 branco peão · f3 branco cavalo · a2 branco peão · b2 branco peão · f2 branco peão · g2 branco peão · h2 branco peão · a1 branco torre · d1 branco rainha · e1 branco rei · f1 branco bispo · h1 branco torre | a8 preto torre · c8 preto bispo · e8 preto rei · f8 preto bispo · h8 preto torre · a7 preto peão · b7 preto peão · d7 preto cavalo · f7 preto peão · g7 preto peão · h7 preto peão · c6 preto peão · e6 preto peão · f6 preto cavalo · a5 preto rainha · d5 preto peão · g5 branco bispo · c4 branco peão · d4 branco peão · c3 branco cavalo · e3 branco peão · f3 branco cavalo · a2 branco peão · b2 branco peão · f2 branco peão · g2 branco peão · h2 branco peão · a1 branco torre · d1 branco rainha · e1 branco rei · f1 branco bispo · h1 branco torre | a8 preto torre · c8 preto bispo · e8 preto rei · f8 preto bispo · h8 preto torre · a7 preto peão · b7 preto peão · d7 preto cavalo · f7 preto peão · g7 preto peão · h7 preto peão · c6 preto peão · e6 preto peão · f6 preto cavalo · a5 preto rainha · d5 preto peão · g5 branco bispo · c4 branco peão · d4 branco peão · c3 branco cavalo · e3 branco peão · f3 branco cavalo · a2 branco peão · b2 branco peão · f2 branco peão · g2 branco peão · h2 branco peão · a1 branco torre · d1 branco rainha · e1 branco rei · f1 branco bispo · h1 branco torre | a8 preto torre · c8 preto bispo · e8 preto rei · f8 preto bispo · h8 preto torre · a7 preto peão · b7 preto peão · d7 preto cavalo · f7 preto peão · g7 preto peão · h7 preto peão · c6 preto peão · e6 preto peão · f6 preto cavalo · a5 preto rainha · d5 preto peão · g5 branco bispo · c4 branco peão · d4 branco peão · c3 branco cavalo · e3 branco peão · f3 branco cavalo · a2 branco peão · b2 branco peão · f2 branco peão · g2 branco peão · h2 branco peão · a1 branco torre · d1 branco rainha · e1 branco rei · f1 branco bispo · h1 branco torre | 6 |
| 5 | a8 preto torre · c8 preto bispo · e8 preto rei · f8 preto bispo · h8 preto torre · a7 preto peão · b7 preto peão · d7 preto cavalo · f7 preto peão · g7 preto peão · h7 preto peão · c6 preto peão · e6 preto peão · f6 preto cavalo · a5 preto rainha · d5 preto peão · g5 branco bispo · c4 branco peão · d4 branco peão · c3 branco cavalo · e3 branco peão · f3 branco cavalo · a2 branco peão · b2 branco peão · f2 branco peão · g2 branco peão · h2 branco peão · a1 branco torre · d1 branco rainha · e1 branco rei · f1 branco bispo · h1 branco torre | a8 preto torre · c8 preto bispo · e8 preto rei · f8 preto bispo · h8 preto torre · a7 preto peão · b7 preto peão · d7 preto cavalo · f7 preto peão · g7 preto peão · h7 preto peão · c6 preto peão · e6 preto peão · f6 preto cavalo · a5 preto rainha · d5 preto peão · g5 branco bispo · c4 branco peão · d4 branco peão · c3 branco cavalo · e3 branco peão · f3 branco cavalo · a2 branco peão · b2 branco peão · f2 branco peão · g2 branco peão · h2 branco peão · a1 branco torre · d1 branco rainha · e1 branco rei · f1 branco bispo · h1 branco torre | a8 preto torre · c8 preto bispo · e8 preto rei · f8 preto bispo · h8 preto torre · a7 preto peão · b7 preto peão · d7 preto cavalo · f7 preto peão · g7 preto peão · h7 preto peão · c6 preto peão · e6 preto peão · f6 preto cavalo · a5 preto rainha · d5 preto peão · g5 branco bispo · c4 branco peão · d4 branco peão · c3 branco cavalo · e3 branco peão · f3 branco cavalo · a2 branco peão · b2 branco peão · f2 branco peão · g2 branco peão · h2 branco peão · a1 branco torre · d1 branco rainha · e1 branco rei · f1 branco bispo · h1 branco torre | a8 preto torre · c8 preto bispo · e8 preto rei · f8 preto bispo · h8 preto torre · a7 preto peão · b7 preto peão · d7 preto cavalo · f7 preto peão · g7 preto peão · h7 preto peão · c6 preto peão · e6 preto peão · f6 preto cavalo · a5 preto rainha · d5 preto peão · g5 branco bispo · c4 branco peão · d4 branco peão · c3 branco cavalo · e3 branco peão · f3 branco cavalo · a2 branco peão · b2 branco peão · f2 branco peão · g2 branco peão · h2 branco peão · a1 branco torre · d1 branco rainha · e1 branco rei · f1 branco bispo · h1 branco torre | a8 preto torre · c8 preto bispo · e8 preto rei · f8 preto bispo · h8 preto torre · a7 preto peão · b7 preto peão · d7 preto cavalo · f7 preto peão · g7 preto peão · h7 preto peão · c6 preto peão · e6 preto peão · f6 preto cavalo · a5 preto rainha · d5 preto peão · g5 branco bispo · c4 branco peão · d4 branco peão · c3 branco cavalo · e3 branco peão · f3 branco cavalo · a2 branco peão · b2 branco peão · f2 branco peão · g2 branco peão · h2 branco peão · a1 branco torre · d1 branco rainha · e1 branco rei · f1 branco bispo · h1 branco torre | a8 preto torre · c8 preto bispo · e8 preto rei · f8 preto bispo · h8 preto torre · a7 preto peão · b7 preto peão · d7 preto cavalo · f7 preto peão · g7 preto peão · h7 preto peão · c6 preto peão · e6 preto peão · f6 preto cavalo · a5 preto rainha · d5 preto peão · g5 branco bispo · c4 branco peão · d4 branco peão · c3 branco cavalo · e3 branco peão · f3 branco cavalo · a2 branco peão · b2 branco peão · f2 branco peão · g2 branco peão · h2 branco peão · a1 branco torre · d1 branco rainha · e1 branco rei · f1 branco bispo · h1 branco torre | a8 preto torre · c8 preto bispo · e8 preto rei · f8 preto bispo · h8 preto torre · a7 preto peão · b7 preto peão · d7 preto cavalo · f7 preto peão · g7 preto peão · h7 preto peão · c6 preto peão · e6 preto peão · f6 preto cavalo · a5 preto rainha · d5 preto peão · g5 branco bispo · c4 branco peão · d4 branco peão · c3 branco cavalo · e3 branco peão · f3 branco cavalo · a2 branco peão · b2 branco peão · f2 branco peão · g2 branco peão · h2 branco peão · a1 branco torre · d1 branco rainha · e1 branco rei · f1 branco bispo · h1 branco torre | a8 preto torre · c8 preto bispo · e8 preto rei · f8 preto bispo · h8 preto torre · a7 preto peão · b7 preto peão · d7 preto cavalo · f7 preto peão · g7 preto peão · h7 preto peão · c6 preto peão · e6 preto peão · f6 preto cavalo · a5 preto rainha · d5 preto peão · g5 branco bispo · c4 branco peão · d4 branco peão · c3 branco cavalo · e3 branco peão · f3 branco cavalo · a2 branco peão · b2 branco peão · f2 branco peão · g2 branco peão · h2 branco peão · a1 branco torre · d1 branco rainha · e1 branco rei · f1 branco bispo · h1 branco torre | 5 |
| 4 | a8 preto torre · c8 preto bispo · e8 preto rei · f8 preto bispo · h8 preto torre · a7 preto peão · b7 preto peão · d7 preto cavalo · f7 preto peão · g7 preto peão · h7 preto peão · c6 preto peão · e6 preto peão · f6 preto cavalo · a5 preto rainha · d5 preto peão · g5 branco bispo · c4 branco peão · d4 branco peão · c3 branco cavalo · e3 branco peão · f3 branco cavalo · a2 branco peão · b2 branco peão · f2 branco peão · g2 branco peão · h2 branco peão · a1 branco torre · d1 branco rainha · e1 branco rei · f1 branco bispo · h1 branco torre | a8 preto torre · c8 preto bispo · e8 preto rei · f8 preto bispo · h8 preto torre · a7 preto peão · b7 preto peão · d7 preto cavalo · f7 preto peão · g7 preto peão · h7 preto peão · c6 preto peão · e6 preto peão · f6 preto cavalo · a5 preto rainha · d5 preto peão · g5 branco bispo · c4 branco peão · d4 branco peão · c3 branco cavalo · e3 branco peão · f3 branco cavalo · a2 branco peão · b2 branco peão · f2 branco peão · g2 branco peão · h2 branco peão · a1 branco torre · d1 branco rainha · e1 branco rei · f1 branco bispo · h1 branco torre | a8 preto torre · c8 preto bispo · e8 preto rei · f8 preto bispo · h8 preto torre · a7 preto peão · b7 preto peão · d7 preto cavalo · f7 preto peão · g7 preto peão · h7 preto peão · c6 preto peão · e6 preto peão · f6 preto cavalo · a5 preto rainha · d5 preto peão · g5 branco bispo · c4 branco peão · d4 branco peão · c3 branco cavalo · e3 branco peão · f3 branco cavalo · a2 branco peão · b2 branco peão · f2 branco peão · g2 branco peão · h2 branco peão · a1 branco torre · d1 branco rainha · e1 branco rei · f1 branco bispo · h1 branco torre | a8 preto torre · c8 preto bispo · e8 preto rei · f8 preto bispo · h8 preto torre · a7 preto peão · b7 preto peão · d7 preto cavalo · f7 preto peão · g7 preto peão · h7 preto peão · c6 preto peão · e6 preto peão · f6 preto cavalo · a5 preto rainha · d5 preto peão · g5 branco bispo · c4 branco peão · d4 branco peão · c3 branco cavalo · e3 branco peão · f3 branco cavalo · a2 branco peão · b2 branco peão · f2 branco peão · g2 branco peão · h2 branco peão · a1 branco torre · d1 branco rainha · e1 branco rei · f1 branco bispo · h1 branco torre | a8 preto torre · c8 preto bispo · e8 preto rei · f8 preto bispo · h8 preto torre · a7 preto peão · b7 preto peão · d7 preto cavalo · f7 preto peão · g7 preto peão · h7 preto peão · c6 preto peão · e6 preto peão · f6 preto cavalo · a5 preto rainha · d5 preto peão · g5 branco bispo · c4 branco peão · d4 branco peão · c3 branco cavalo · e3 branco peão · f3 branco cavalo · a2 branco peão · b2 branco peão · f2 branco peão · g2 branco peão · h2 branco peão · a1 branco torre · d1 branco rainha · e1 branco rei · f1 branco bispo · h1 branco torre | a8 preto torre · c8 preto bispo · e8 preto rei · f8 preto bispo · h8 preto torre · a7 preto peão · b7 preto peão · d7 preto cavalo · f7 preto peão · g7 preto peão · h7 preto peão · c6 preto peão · e6 preto peão · f6 preto cavalo · a5 preto rainha · d5 preto peão · g5 branco bispo · c4 branco peão · d4 branco peão · c3 branco cavalo · e3 branco peão · f3 branco cavalo · a2 branco peão · b2 branco peão · f2 branco peão · g2 branco peão · h2 branco peão · a1 branco torre · d1 branco rainha · e1 branco rei · f1 branco bispo · h1 branco torre | a8 preto torre · c8 preto bispo · e8 preto rei · f8 preto bispo · h8 preto torre · a7 preto peão · b7 preto peão · d7 preto cavalo · f7 preto peão · g7 preto peão · h7 preto peão · c6 preto peão · e6 preto peão · f6 preto cavalo · a5 preto rainha · d5 preto peão · g5 branco bispo · c4 branco peão · d4 branco peão · c3 branco cavalo · e3 branco peão · f3 branco cavalo · a2 branco peão · b2 branco peão · f2 branco peão · g2 branco peão · h2 branco peão · a1 branco torre · d1 branco rainha · e1 branco rei · f1 branco bispo · h1 branco torre | a8 preto torre · c8 preto bispo · e8 preto rei · f8 preto bispo · h8 preto torre · a7 preto peão · b7 preto peão · d7 preto cavalo · f7 preto peão · g7 preto peão · h7 preto peão · c6 preto peão · e6 preto peão · f6 preto cavalo · a5 preto rainha · d5 preto peão · g5 branco bispo · c4 branco peão · d4 branco peão · c3 branco cavalo · e3 branco peão · f3 branco cavalo · a2 branco peão · b2 branco peão · f2 branco peão · g2 branco peão · h2 branco peão · a1 branco torre · d1 branco rainha · e1 branco rei · f1 branco bispo · h1 branco torre | 4 |
| 3 | a8 preto torre · c8 preto bispo · e8 preto rei · f8 preto bispo · h8 preto torre · a7 preto peão · b7 preto peão · d7 preto cavalo · f7 preto peão · g7 preto peão · h7 preto peão · c6 preto peão · e6 preto peão · f6 preto cavalo · a5 preto rainha · d5 preto peão · g5 branco bispo · c4 branco peão · d4 branco peão · c3 branco cavalo · e3 branco peão · f3 branco cavalo · a2 branco peão · b2 branco peão · f2 branco peão · g2 branco peão · h2 branco peão · a1 branco torre · d1 branco rainha · e1 branco rei · f1 branco bispo · h1 branco torre | a8 preto torre · c8 preto bispo · e8 preto rei · f8 preto bispo · h8 preto torre · a7 preto peão · b7 preto peão · d7 preto cavalo · f7 preto peão · g7 preto peão · h7 preto peão · c6 preto peão · e6 preto peão · f6 preto cavalo · a5 preto rainha · d5 preto peão · g5 branco bispo · c4 branco peão · d4 branco peão · c3 branco cavalo · e3 branco peão · f3 branco cavalo · a2 branco peão · b2 branco peão · f2 branco peão · g2 branco peão · h2 branco peão · a1 branco torre · d1 branco rainha · e1 branco rei · f1 branco bispo · h1 branco torre | a8 preto torre · c8 preto bispo · e8 preto rei · f8 preto bispo · h8 preto torre · a7 preto peão · b7 preto peão · d7 preto cavalo · f7 preto peão · g7 preto peão · h7 preto peão · c6 preto peão · e6 preto peão · f6 preto cavalo · a5 preto rainha · d5 preto peão · g5 branco bispo · c4 branco peão · d4 branco peão · c3 branco cavalo · e3 branco peão · f3 branco cavalo · a2 branco peão · b2 branco peão · f2 branco peão · g2 branco peão · h2 branco peão · a1 branco torre · d1 branco rainha · e1 branco rei · f1 branco bispo · h1 branco torre | a8 preto torre · c8 preto bispo · e8 preto rei · f8 preto bispo · h8 preto torre · a7 preto peão · b7 preto peão · d7 preto cavalo · f7 preto peão · g7 preto peão · h7 preto peão · c6 preto peão · e6 preto peão · f6 preto cavalo · a5 preto rainha · d5 preto peão · g5 branco bispo · c4 branco peão · d4 branco peão · c3 branco cavalo · e3 branco peão · f3 branco cavalo · a2 branco peão · b2 branco peão · f2 branco peão · g2 branco peão · h2 branco peão · a1 branco torre · d1 branco rainha · e1 branco rei · f1 branco bispo · h1 branco torre | a8 preto torre · c8 preto bispo · e8 preto rei · f8 preto bispo · h8 preto torre · a7 preto peão · b7 preto peão · d7 preto cavalo · f7 preto peão · g7 preto peão · h7 preto peão · c6 preto peão · e6 preto peão · f6 preto cavalo · a5 preto rainha · d5 preto peão · g5 branco bispo · c4 branco peão · d4 branco peão · c3 branco cavalo · e3 branco peão · f3 branco cavalo · a2 branco peão · b2 branco peão · f2 branco peão · g2 branco peão · h2 branco peão · a1 branco torre · d1 branco rainha · e1 branco rei · f1 branco bispo · h1 branco torre | a8 preto torre · c8 preto bispo · e8 preto rei · f8 preto bispo · h8 preto torre · a7 preto peão · b7 preto peão · d7 preto cavalo · f7 preto peão · g7 preto peão · h7 preto peão · c6 preto peão · e6 preto peão · f6 preto cavalo · a5 preto rainha · d5 preto peão · g5 branco bispo · c4 branco peão · d4 branco peão · c3 branco cavalo · e3 branco peão · f3 branco cavalo · a2 branco peão · b2 branco peão · f2 branco peão · g2 branco peão · h2 branco peão · a1 branco torre · d1 branco rainha · e1 branco rei · f1 branco bispo · h1 branco torre | a8 preto torre · c8 preto bispo · e8 preto rei · f8 preto bispo · h8 preto torre · a7 preto peão · b7 preto peão · d7 preto cavalo · f7 preto peão · g7 preto peão · h7 preto peão · c6 preto peão · e6 preto peão · f6 preto cavalo · a5 preto rainha · d5 preto peão · g5 branco bispo · c4 branco peão · d4 branco peão · c3 branco cavalo · e3 branco peão · f3 branco cavalo · a2 branco peão · b2 branco peão · f2 branco peão · g2 branco peão · h2 branco peão · a1 branco torre · d1 branco rainha · e1 branco rei · f1 branco bispo · h1 branco torre | a8 preto torre · c8 preto bispo · e8 preto rei · f8 preto bispo · h8 preto torre · a7 preto peão · b7 preto peão · d7 preto cavalo · f7 preto peão · g7 preto peão · h7 preto peão · c6 preto peão · e6 preto peão · f6 preto cavalo · a5 preto rainha · d5 preto peão · g5 branco bispo · c4 branco peão · d4 branco peão · c3 branco cavalo · e3 branco peão · f3 branco cavalo · a2 branco peão · b2 branco peão · f2 branco peão · g2 branco peão · h2 branco peão · a1 branco torre · d1 branco rainha · e1 branco rei · f1 branco bispo · h1 branco torre | 3 |
| 2 | a8 preto torre · c8 preto bispo · e8 preto rei · f8 preto bispo · h8 preto torre · a7 preto peão · b7 preto peão · d7 preto cavalo · f7 preto peão · g7 preto peão · h7 preto peão · c6 preto peão · e6 preto peão · f6 preto cavalo · a5 preto rainha · d5 preto peão · g5 branco bispo · c4 branco peão · d4 branco peão · c3 branco cavalo · e3 branco peão · f3 branco cavalo · a2 branco peão · b2 branco peão · f2 branco peão · g2 branco peão · h2 branco peão · a1 branco torre · d1 branco rainha · e1 branco rei · f1 branco bispo · h1 branco torre | a8 preto torre · c8 preto bispo · e8 preto rei · f8 preto bispo · h8 preto torre · a7 preto peão · b7 preto peão · d7 preto cavalo · f7 preto peão · g7 preto peão · h7 preto peão · c6 preto peão · e6 preto peão · f6 preto cavalo · a5 preto rainha · d5 preto peão · g5 branco bispo · c4 branco peão · d4 branco peão · c3 branco cavalo · e3 branco peão · f3 branco cavalo · a2 branco peão · b2 branco peão · f2 branco peão · g2 branco peão · h2 branco peão · a1 branco torre · d1 branco rainha · e1 branco rei · f1 branco bispo · h1 branco torre | a8 preto torre · c8 preto bispo · e8 preto rei · f8 preto bispo · h8 preto torre · a7 preto peão · b7 preto peão · d7 preto cavalo · f7 preto peão · g7 preto peão · h7 preto peão · c6 preto peão · e6 preto peão · f6 preto cavalo · a5 preto rainha · d5 preto peão · g5 branco bispo · c4 branco peão · d4 branco peão · c3 branco cavalo · e3 branco peão · f3 branco cavalo · a2 branco peão · b2 branco peão · f2 branco peão · g2 branco peão · h2 branco peão · a1 branco torre · d1 branco rainha · e1 branco rei · f1 branco bispo · h1 branco torre | a8 preto torre · c8 preto bispo · e8 preto rei · f8 preto bispo · h8 preto torre · a7 preto peão · b7 preto peão · d7 preto cavalo · f7 preto peão · g7 preto peão · h7 preto peão · c6 preto peão · e6 preto peão · f6 preto cavalo · a5 preto rainha · d5 preto peão · g5 branco bispo · c4 branco peão · d4 branco peão · c3 branco cavalo · e3 branco peão · f3 branco cavalo · a2 branco peão · b2 branco peão · f2 branco peão · g2 branco peão · h2 branco peão · a1 branco torre · d1 branco rainha · e1 branco rei · f1 branco bispo · h1 branco torre | a8 preto torre · c8 preto bispo · e8 preto rei · f8 preto bispo · h8 preto torre · a7 preto peão · b7 preto peão · d7 preto cavalo · f7 preto peão · g7 preto peão · h7 preto peão · c6 preto peão · e6 preto peão · f6 preto cavalo · a5 preto rainha · d5 preto peão · g5 branco bispo · c4 branco peão · d4 branco peão · c3 branco cavalo · e3 branco peão · f3 branco cavalo · a2 branco peão · b2 branco peão · f2 branco peão · g2 branco peão · h2 branco peão · a1 branco torre · d1 branco rainha · e1 branco rei · f1 branco bispo · h1 branco torre | a8 preto torre · c8 preto bispo · e8 preto rei · f8 preto bispo · h8 preto torre · a7 preto peão · b7 preto peão · d7 preto cavalo · f7 preto peão · g7 preto peão · h7 preto peão · c6 preto peão · e6 preto peão · f6 preto cavalo · a5 preto rainha · d5 preto peão · g5 branco bispo · c4 branco peão · d4 branco peão · c3 branco cavalo · e3 branco peão · f3 branco cavalo · a2 branco peão · b2 branco peão · f2 branco peão · g2 branco peão · h2 branco peão · a1 branco torre · d1 branco rainha · e1 branco rei · f1 branco bispo · h1 branco torre | a8 preto torre · c8 preto bispo · e8 preto rei · f8 preto bispo · h8 preto torre · a7 preto peão · b7 preto peão · d7 preto cavalo · f7 preto peão · g7 preto peão · h7 preto peão · c6 preto peão · e6 preto peão · f6 preto cavalo · a5 preto rainha · d5 preto peão · g5 branco bispo · c4 branco peão · d4 branco peão · c3 branco cavalo · e3 branco peão · f3 branco cavalo · a2 branco peão · b2 branco peão · f2 branco peão · g2 branco peão · h2 branco peão · a1 branco torre · d1 branco rainha · e1 branco rei · f1 branco bispo · h1 branco torre | a8 preto torre · c8 preto bispo · e8 preto rei · f8 preto bispo · h8 preto torre · a7 preto peão · b7 preto peão · d7 preto cavalo · f7 preto peão · g7 preto peão · h7 preto peão · c6 preto peão · e6 preto peão · f6 preto cavalo · a5 preto rainha · d5 preto peão · g5 branco bispo · c4 branco peão · d4 branco peão · c3 branco cavalo · e3 branco peão · f3 branco cavalo · a2 branco peão · b2 branco peão · f2 branco peão · g2 branco peão · h2 branco peão · a1 branco torre · d1 branco rainha · e1 branco rei · f1 branco bispo · h1 branco torre | 2 |
| 1 | a8 preto torre · c8 preto bispo · e8 preto rei · f8 preto bispo · h8 preto torre · a7 preto peão · b7 preto peão · d7 preto cavalo · f7 preto peão · g7 preto peão · h7 preto peão · c6 preto peão · e6 preto peão · f6 preto cavalo · a5 preto rainha · d5 preto peão · g5 branco bispo · c4 branco peão · d4 branco peão · c3 branco cavalo · e3 branco peão · f3 branco cavalo · a2 branco peão · b2 branco peão · f2 branco peão · g2 branco peão · h2 branco peão · a1 branco torre · d1 branco rainha · e1 branco rei · f1 branco bispo · h1 branco torre | a8 preto torre · c8 preto bispo · e8 preto rei · f8 preto bispo · h8 preto torre · a7 preto peão · b7 preto peão · d7 preto cavalo · f7 preto peão · g7 preto peão · h7 preto peão · c6 preto peão · e6 preto peão · f6 preto cavalo · a5 preto rainha · d5 preto peão · g5 branco bispo · c4 branco peão · d4 branco peão · c3 branco cavalo · e3 branco peão · f3 branco cavalo · a2 branco peão · b2 branco peão · f2 branco peão · g2 branco peão · h2 branco peão · a1 branco torre · d1 branco rainha · e1 branco rei · f1 branco bispo · h1 branco torre | a8 preto torre · c8 preto bispo · e8 preto rei · f8 preto bispo · h8 preto torre · a7 preto peão · b7 preto peão · d7 preto cavalo · f7 preto peão · g7 preto peão · h7 preto peão · c6 preto peão · e6 preto peão · f6 preto cavalo · a5 preto rainha · d5 preto peão · g5 branco bispo · c4 branco peão · d4 branco peão · c3 branco cavalo · e3 branco peão · f3 branco cavalo · a2 branco peão · b2 branco peão · f2 branco peão · g2 branco peão · h2 branco peão · a1 branco torre · d1 branco rainha · e1 branco rei · f1 branco bispo · h1 branco torre | a8 preto torre · c8 preto bispo · e8 preto rei · f8 preto bispo · h8 preto torre · a7 preto peão · b7 preto peão · d7 preto cavalo · f7 preto peão · g7 preto peão · h7 preto peão · c6 preto peão · e6 preto peão · f6 preto cavalo · a5 preto rainha · d5 preto peão · g5 branco bispo · c4 branco peão · d4 branco peão · c3 branco cavalo · e3 branco peão · f3 branco cavalo · a2 branco peão · b2 branco peão · f2 branco peão · g2 branco peão · h2 branco peão · a1 branco torre · d1 branco rainha · e1 branco rei · f1 branco bispo · h1 branco torre | a8 preto torre · c8 preto bispo · e8 preto rei · f8 preto bispo · h8 preto torre · a7 preto peão · b7 preto peão · d7 preto cavalo · f7 preto peão · g7 preto peão · h7 preto peão · c6 preto peão · e6 preto peão · f6 preto cavalo · a5 preto rainha · d5 preto peão · g5 branco bispo · c4 branco peão · d4 branco peão · c3 branco cavalo · e3 branco peão · f3 branco cavalo · a2 branco peão · b2 branco peão · f2 branco peão · g2 branco peão · h2 branco peão · a1 branco torre · d1 branco rainha · e1 branco rei · f1 branco bispo · h1 branco torre | a8 preto torre · c8 preto bispo · e8 preto rei · f8 preto bispo · h8 preto torre · a7 preto peão · b7 preto peão · d7 preto cavalo · f7 preto peão · g7 preto peão · h7 preto peão · c6 preto peão · e6 preto peão · f6 preto cavalo · a5 preto rainha · d5 preto peão · g5 branco bispo · c4 branco peão · d4 branco peão · c3 branco cavalo · e3 branco peão · f3 branco cavalo · a2 branco peão · b2 branco peão · f2 branco peão · g2 branco peão · h2 branco peão · a1 branco torre · d1 branco rainha · e1 branco rei · f1 branco bispo · h1 branco torre | a8 preto torre · c8 preto bispo · e8 preto rei · f8 preto bispo · h8 preto torre · a7 preto peão · b7 preto peão · d7 preto cavalo · f7 preto peão · g7 preto peão · h7 preto peão · c6 preto peão · e6 preto peão · f6 preto cavalo · a5 preto rainha · d5 preto peão · g5 branco bispo · c4 branco peão · d4 branco peão · c3 branco cavalo · e3 branco peão · f3 branco cavalo · a2 branco peão · b2 branco peão · f2 branco peão · g2 branco peão · h2 branco peão · a1 branco torre · d1 branco rainha · e1 branco rei · f1 branco bispo · h1 branco torre | a8 preto torre · c8 preto bispo · e8 preto rei · f8 preto bispo · h8 preto torre · a7 preto peão · b7 preto peão · d7 preto cavalo · f7 preto peão · g7 preto peão · h7 preto peão · c6 preto peão · e6 preto peão · f6 preto cavalo · a5 preto rainha · d5 preto peão · g5 branco bispo · c4 branco peão · d4 branco peão · c3 branco cavalo · e3 branco peão · f3 branco cavalo · a2 branco peão · b2 branco peão · f2 branco peão · g2 branco peão · h2 branco peão · a1 branco torre · d1 branco rainha · e1 branco rei · f1 branco bispo · h1 branco torre | 1 |
|   | a | b | c | d | e | f | g | h |   |

A Defesa Cambrigde-Springs é uma defesa de xadrez que se produz após os lances:
1. .d4 d5
2. .c4 e6
3. .Cc3 Cf6
4. .Bg5 Cbd7
5. .e3 c6
6. .Cf3 Da5

Esta defesa é uma continuação do Gambito da Dama Recusado que foi repetidamente utilizada no torneio de Cambridge Springs em 1904, vencido por Frank James Marshall. Entretanto, o primeiro registro foi de Emanuel Lasker, em 1892.
A ideia das negras é organizar uma ofensiva na ala da dama, pressionando a casa c3. As brancas podem evitá-la utilizando o sistema anti-Cambridge, onde jogam 6.a3 visando 7.b4, lances que tornam inócua a presença da dama na coluna a. As negras podem incrementar o ataque com Bb4 e Ce4.

## Variantes
Existem muitas variações desta abertura catalogadas na ECO; a principal destas é a Variação Pillsbury, que continua com Da5.

## Ligações Externas
Tópicos sobre Aberturas e Defesas: Defesa Cambridge-Springs, a filha rebelde da Ortodoxa (em português)